# Agonomalus proboscidalis
Agonomalus proboscidalis is een  straalvinnige vissensoort uit de familie van harnasmannen (Agonidae). De wetenschappelijke naam van de soort is voor het eerst geldig gepubliceerd in 1858 door Valenciennes.